# 沃良希納
50°37′38″N 28°28′42″E / 50.62722°N 28.47833°E
沃良希納（烏克蘭語：Волянщина），是烏克蘭北部的村莊，隸屬日托米爾州的日托米爾區。該村面積7.97平方公里，2001年該村落人口301。